# 厚芝智行
厚芝 智行（あつしば ともゆき、1993年6月7日 - ）は、元テレビ信州 (TSB) のアナウンサー。

## 来歴
山梨県甲府市出身。中央大学法学部卒業。大学在学時にはテレビ朝日アスクにも通っていた。
2017年にテレビ信州に入社し、同局のアナウンサーになる。2019年には、キー局の日本テレビが同年秋のラグビーワールドカップ2019全国中継を盛り上げるために企画した「日テレ系全国ラグビー応援団」のメンバーに選出された。
2021年にテレビ信州を退社。

## 人物
趣味はサッカー観戦。またサッカー経験者であり、出身高校のチームではゴールキーパーを務めていた。
特技はそろばん（珠算）。暗算10段の段位認定試験合格者で、学年日本一に認定されたこともある。

## 担当番組
- スポーツ中継（全国高校サッカー選手権大会、少年サッカー大会など） - ベンチリポーター[5]、実況担当[6]
- ゆうがたGet! - リポーター[7]、キャスター（2018年4月 - 2019年3月）
- News every. (テレビ信州)（2019年4月 - ）
- TSBニュース